# Barbarian: The Ultimate Warrior
Barbarian: The Ultimate Warrior är ett fightingspel från 1987 till flera olika format utvecklat av Palace. Spelet är för en eller två spelare och går ut på att hugga ner sin motståndare med ett svärd. Spelet är mest känt för den specialattack som gör att man kan halshugga sin motståndare, huvudet studsar då på marken vilket får en grön varelse att gå ut på slagfältet, greppa tag i kroppen och släpa ut den samtidigt som han använder huvudet som en fotboll.